# معركة تل الخويلفة

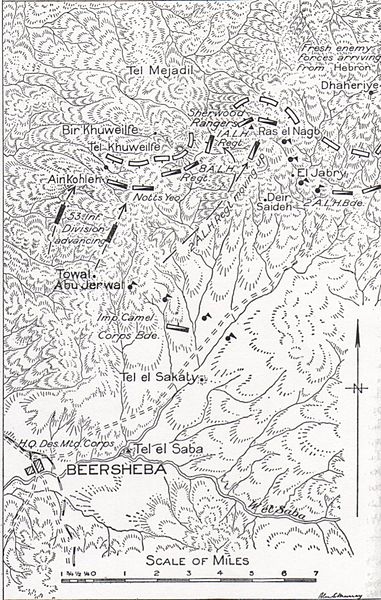
خارطة معركة تل الخويلف: تقديرات القوات البريطانية في 2-3 تشرين الثاني 1917

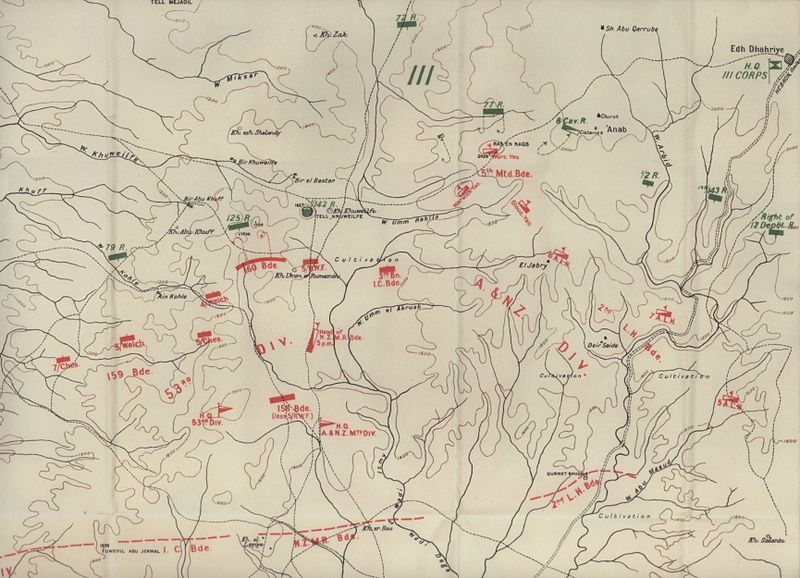
خارطة معركة تل الخويلف: تقديرات القوات البريطانية في 4 تشرين الثاني 1917

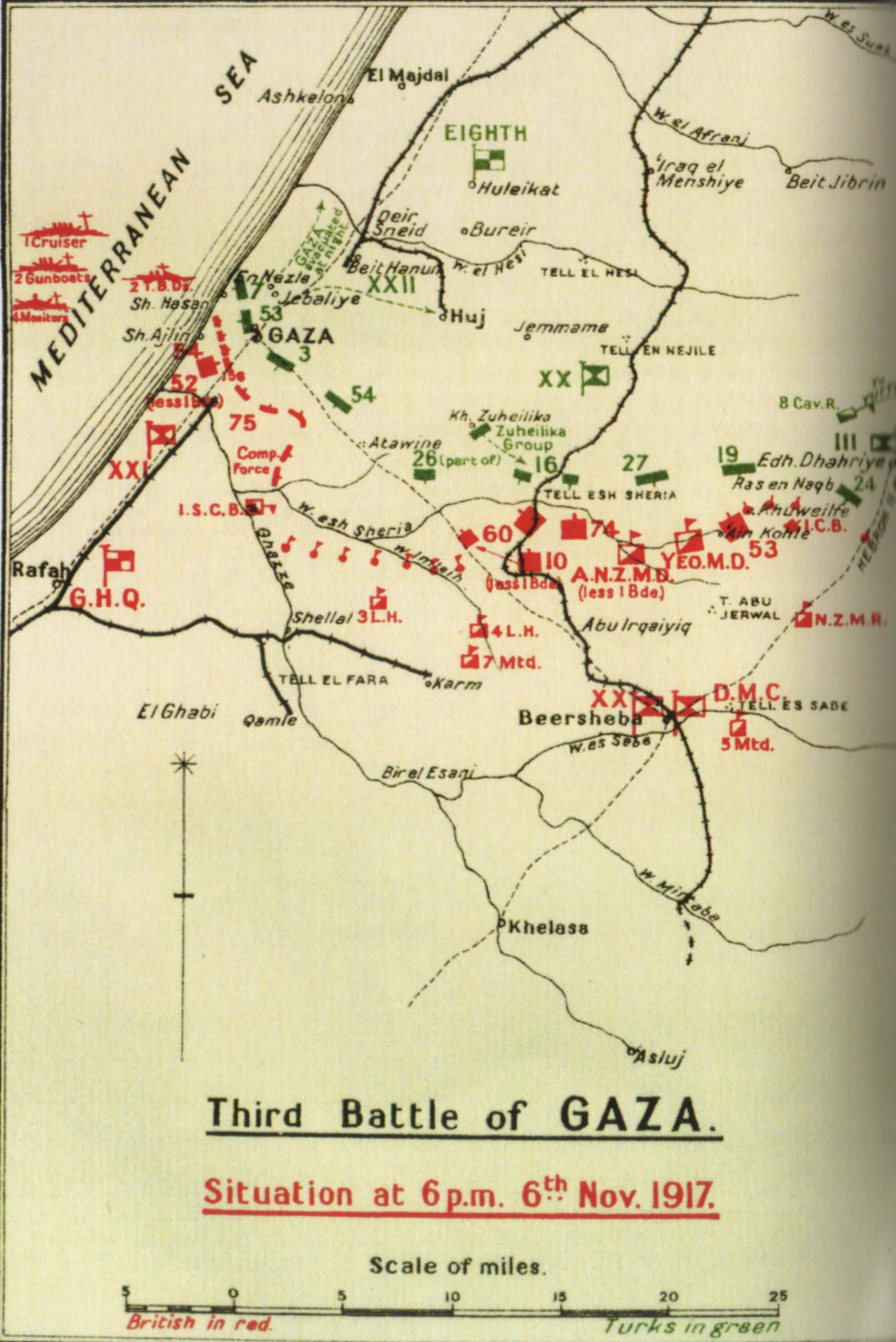
خارطة معركة تل الخويلف (في إطار معركة غزة الثالثة): تقديرات القوات البريطانية في 6 تشرين الثاني 1917

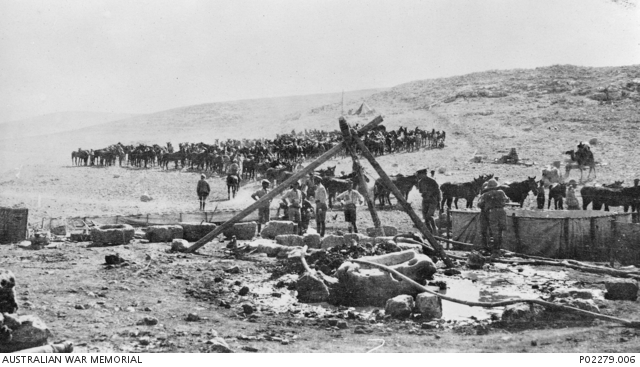
جنود خيالة يسقون خيولهم مع نهاية معركة تل الخويلف. من المرجّح أن البئر التي تظهر في الصورة هي بئر صِقْلَغ الموجودة شرقي التلّ

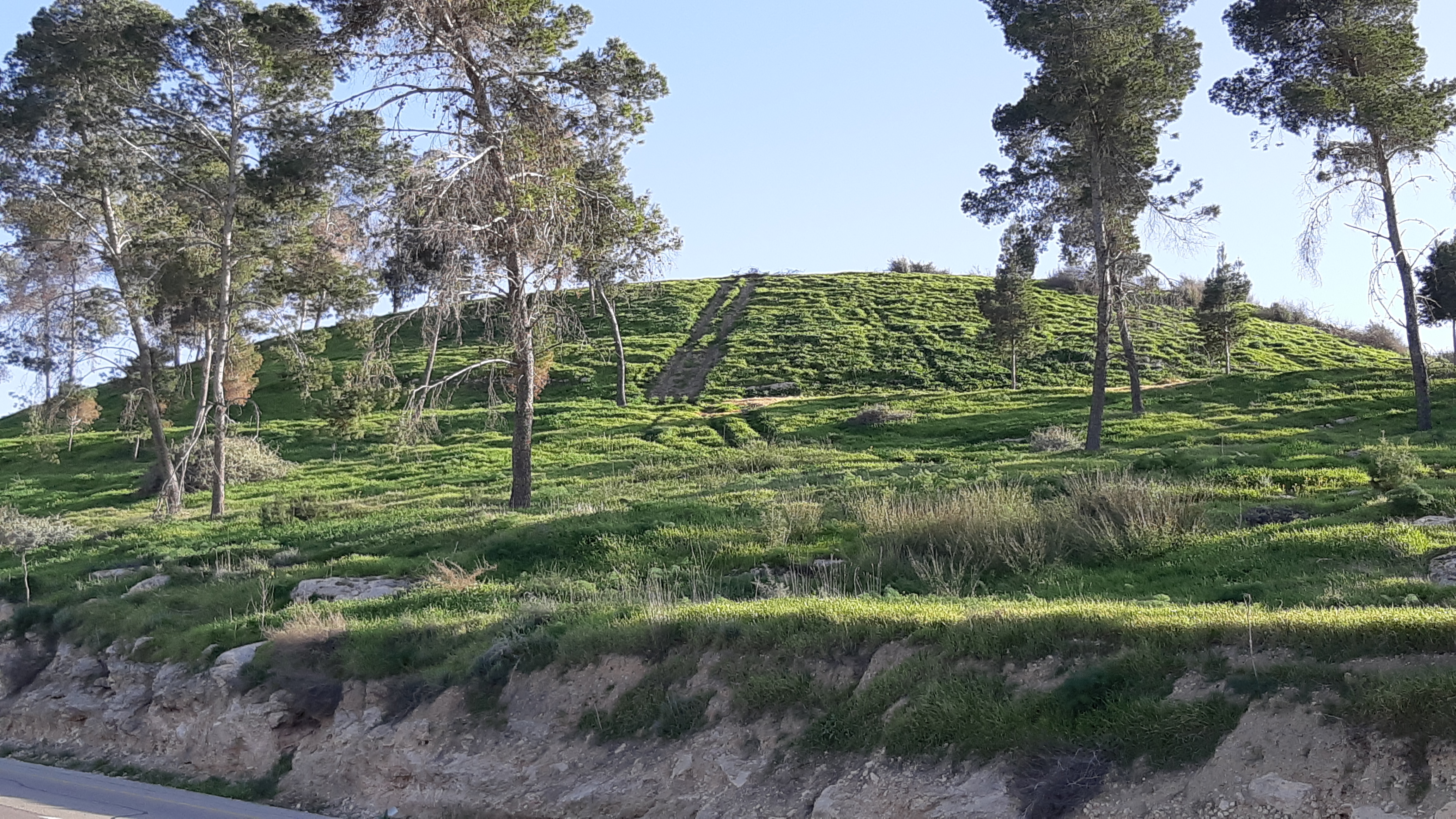
تل الخويلف (تل خويلفة) - منظر من الشمال (كانون الثاني 2019)

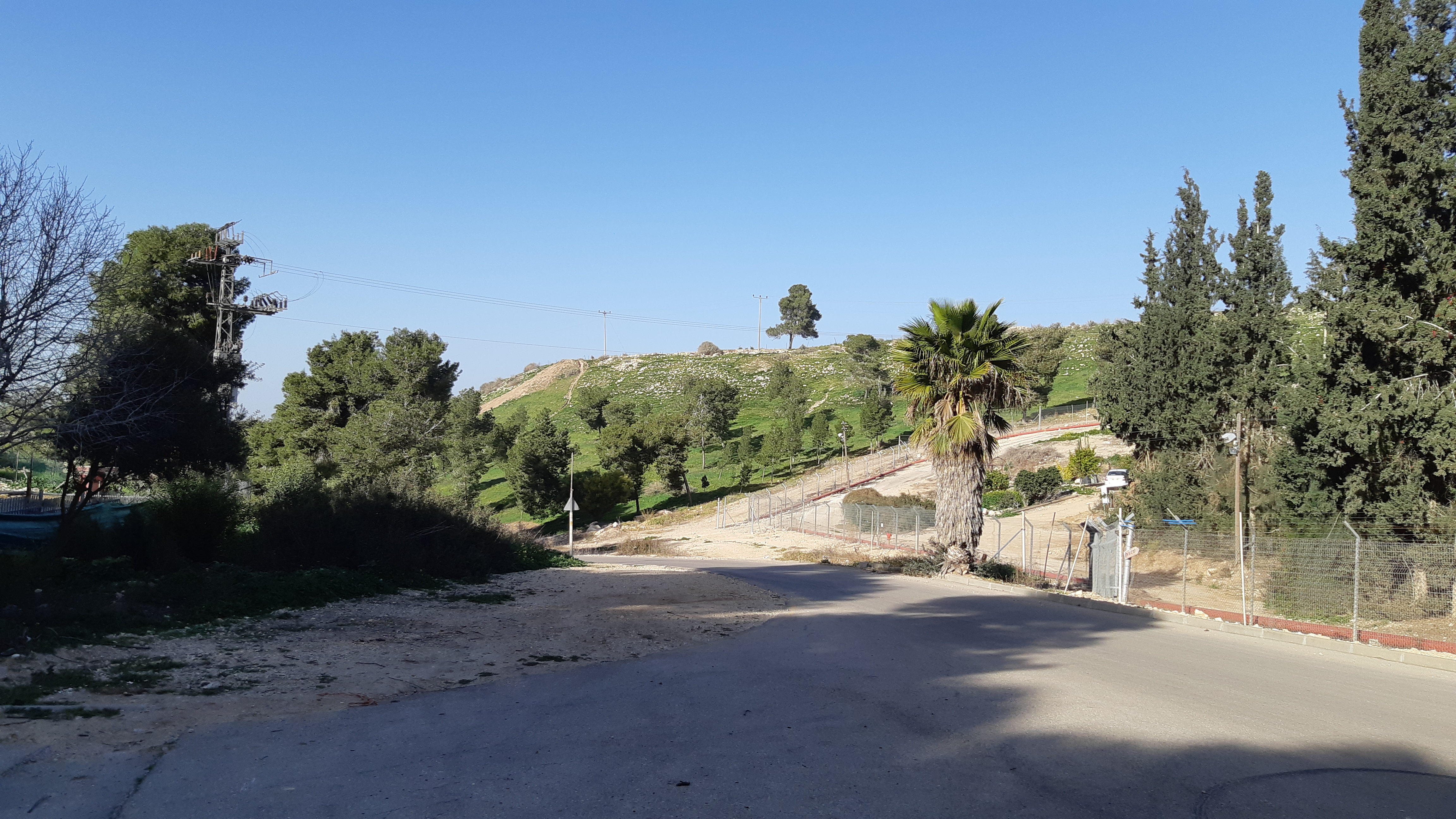
تل الخويلف (تل خويلفة) - منظر من الجنوب، من جهة كيبوتس لاهف (كانون الثاني 2019)

معركة تل الخويلف هي معركة وقعت في 1–6 نوفمبر 1917م في فلسطين بين تحالف قوات الدولة العثمانية والإمبراطورية الألمانية ضد قوات الإمبراطورية البريطانية أثناء الحرب العالمية الأولى. استمرت المعركة قرابة أسبوع، وانتهت بانتصار الجيش البريطاني وتراجع القوات العثمانية.

## خلفية تاريخية
خلال شهري آذار/مارس ونيسان/أبريل 1917، فشل البريطانيون في محاولاتهم لاحتلال غزة (وقعت معركة غزة الأولى في 26 نيسان/مارس، ومعركة غزة الثانية في 19 نيسان/أبريل). أدى هذا الفشل، من جهة، إلى تعزيز القوات البريطانية، ومن جهة أخرى، إلى إعداد خطط لمهاجمة الجناح الشرقي للأتراك باحتلال مدينة بئر السبع. تم تنفيذ هذه الخطة في 31 تشرين الأول/أكتوبر ونجحت في مفاجأة الأتراك (الذين حشدوا قواتهم في غزة) وفي نهاية يوم المعركة تم الاستيلاء على بئر السبع.

أمِلَ البريطانيون في الاستفادة من نجاحهم ومواصلة دفع الأتراك شمالًا، لكن الأتراك سارعوا إلى نقل القوات إلى القطاع الشمالي من بئر السبع لعرقلة حركة البريطانيين. قام الأتراك بتحصين الخط الفاصل بين الخليل وغزة، بينما قاموا بتحصين خط من الأسلاك في شمال النقب. وكان من بين التحصينات: تل الخويلفة، وتل الشريعة، وتل أبو هريرة، وتل النجيلة، وتل جَمَّة، وكفر هوج، وغيرها. في القطاع الشرقي من خط الدفاع، احتفظ الأتراك بالخط الفاصل بين تل خويلفة والظاهرية، وكان في وسط هذا الخط رأس النقب.

## تضاريس المنطقة
يقع تل الخويلف على بعد حوالي 16 كم شمال بئر السبع على أطراف غابة لاهف، وإلى الشمال قليلًا من كيبوتس لاهف. يُشرف التل على الطريق من بئر السبع إلى الشمال، وعلى الطريق المؤدي إلى الخليل والقدس. كانت توجد بالقرب من التل عدة آبار ماء (مثل بئر صِقْلَغ) إلا أنها كانت تحت سيطرة الأتراك، في حين أن المناطق التي يسيطر عليها البريطانيون كانت بها مصادر مياه شحيحة، وقد فرض هذا الوضع إلى حدٍّ كبير، طبيعة المعركة.

## القوات المشاركة

### القوات التركية
- فرقة المشاة 24 (فلول القوة التي دافعت عن بئر السبع).
- الفرقة 27 مشاة (فلول القوة التي دافعت عن بئر السبع) مُعزَّزة بفوج من الفرقة 16.
- فرقة المشاة التاسعة عشرة من الفيلق 22 (الجيش السابع) التي أُرْسِلَت من قطاع غزة.
- الفرقة الثالثة الخيالة.
- 3 كتائب مدفعية من الجيش الرابع.

### القوات البريطانية

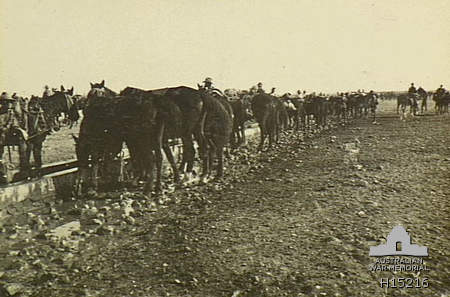
فوج الخيول الخفيف الثاني عشر يسقي الخيول في بئر السبع

كانت القوات البريطانية، بقيادة الفريق هاري شوفيل، قائد فيلق الصحراء الخيالة، التي شارَكَت في هذه المعركة:
- فرقة المشاة 53 (الويلزية) بقيادة اللواء ستانلي موت (من الفيلق العشرين تحت قيادة الجنرال فيليب شيتوود).
- فرقة الخيالة "يومانري" (بقيادة اللواء جورج بارو).
- فرقة الخيالة الأسترالية (بقيادة اللواء هنري هودجسون).
- فيلق الجمال الإمبراطوري.
- لواء الخيّالة السابع.

## سير المعركة
تأثر سير المعركة في الجانب البريطاني من النقص الحادّ في المياه، ممّا أدّى إلى استبدال الوحدات المقاتلة في الجبهة بشكلٍ مُتكرِّر للسماح لها بالعودة إلى منابع المياه في منطقة بئر السبع. قلَّل هذا الأمرُ مِن قُدرة القيادة البريطانية على وضع قوة كبيرة ضد التحصينات التركية القوية على الخط الفاصل بين تل والظاهرية.

### 1 نوفمبر 1917
في الأوَّل من تشرين الثاني (نوفمبر)، عزَّزت القُوّات التركية قواتها في تل حويلفة والخط الدفاعي إلى الشرق منها بالقوات المنسحبة من بئر السبع، وقُوّات الوحدات التي دافعت عن تل الشريعة، وقُوّات من الجيش السابع المرابط في الخليل. وبالتّزامُن مع ذلك تقدَّمت الوحداتُ البريطانية من بئر السبع إلى الشمال، وانتظمت أمام التلّ. تقدَّمت الفرقة 53 شمالًا من بئر السبع، وإلى الشرق منها تقدَّمت فرقةُ مُشاة أنزاك الخيالة شمالاً، لكنها واجهت قوات تركية قويّة ودارت بينهما معارك حتى ساعات الليل.

### 2 نوفمبر 1917
في 2الثاني من نوفمبر، صدَّ الجيشُ التركي هجومًا بريطانيًّا من قبل قوات فيلق الصحراء (تحت قيادة اللفتنانت جنرال هنري شوفيل) التي شملت لواء الفرسان الأسترالي الثاني (من فرقة مشاة أنزاك الخيالة) ولواء الخيالة السابع. امتدت جبهة القتال بين خويلف والظاهرية حيث هاجم اللواء السابع التل، بينما هاجم اللواء الثاني شرقها باتجاه طريق الخليل، لكن مع نهاية اليوم فشلت القوات البريطانية في الاستيلاء على التل.

### 3 نوفمبر 1917
في الثالث من نوفمبر، شنَّ البريطانيون هجومًا آخر على الخط الفاصل بين تل حويلفة (في الغرب) والظاهرية (في الشرق). هاجمت الفرقة 53 (من الفيلق العشرين) التل، بينما هاجمت القوات اليمنى من 3 ألوية (لواء الفرسان الخفيف الأوّل من فرقة مُشاة أنزاك الخيالة، ولواء الخيالة الأسترالي الخامس، ولواء الخيالة السابع). مع نهاية يوم من القتال، تكبّدت القوات البريطانية عددًا كبيرًا من الضحايا، ولم تتمكَّن من إحراز تقدُّم يُذكَر.

مع اقتراب نهاية اليوم، بدأ يظهرُ تأثير نقص مياه الشرب في كفاءة القوات البريطانية، وأمر قادة الجيش باستبدال الوحدات في الجبهة للسماح للجنود بالعودة إلى بئر السبع حيث كانت المياه متوفِّرة (من الآبار المحلية وينابيع الشلال) وفي بعض الحالات، استُبدِلَت القوات تحت النيران التركية.

### 4 نوفمبر 1917
في الرابع من تشرين الثاني (نوفمبر)، أمر إريش فون فالكنهاين القوات التركية، التي كانت في شمال وشمال شرق الجبهة، بشن هجوم مضاد في الجبهة الشرقية من الخط البريطاني (منطقة الظاهرية ورأس النقب) ضد الوحدات البريطانية من الفرقة الخامسة، ولواء المشاة الخيالة من فرقة أنزاك. كان الهجوم التركي المضاد مدعومًا بنيران المدفعية الثقيلة، ونيران المدافع الرشاشة، وأدّى إلى سقوط أعداد كبيرة من القتلى في صفوف القوات البريطانية، لكن مع نهاية اليوم نجح البريطانيون في الحفاظ على مواقعهم في خط الجبهة.

في نفس الوقت واصلت الفرقة 53 هجومها على التل، لكنها لم تتمكَّن من إحراز تقدُّم ملموس. في ظل النقص الكبير في مياه الشرب، عُقد اجتماع طارئ خلال النهار في مقر القيادة الرئيسي في بئر السبع، بمشاركة كبار ضباط قوة المشاة المصرية. تقرَّرَ في الاجتماع أنه ينبغي في ظلّ النقص الشديد في مياه الشرب تأجيل استمرار النشاط الحربي حتى 6 نوفمبر للسماح لجميع القوات بالتزوُّد بالماء، وتجديد نشاطها.

### 5 نوفمبر 1917
في الخامس من نوفمبر، بُذِلَتْ جهودٌ كبيرة لتمكين الوحدات من التَّزوُّد بالمياه والطعام والذخيرة. في بعض الحالات سُمِح للوحدات بالتراجُع، وفي حالاتٍ أخرى جُلِبَتِ الإمداداتُ إلى الجبهة. نُفِّذت هذه العمليّة تحت نيران المدفعية والرشاشات التركية، وكُلِّفَت القوات البريطانية في حالاتٍ معيَّنة صد الهجمات المضادة التركية أثناء ذلك.

### من 6 إلى 7 نوفمبر 1917
في السّادس من نوفمبر، استهلَّ البريطانيون حملة شاملة للقضاء على المقاومة التركية في شمال النقب (ومن جملة ذلك الاستيلاء على تل حويلفة). شاركت في هذه الحملة معظم فرق فيلق الصحراء الخيالة، والفيلق العشرين. كانت خطة المعركة وترتيب القوات المهاجمة (من الشرق إلى الغرب) على النحو التالي:
- هاجمت الفرقة 53 (الفيلق العشرون) مع فيلق الإبل الإمبراطوري (فيلق الصحراء المحمول) تل حويلفة.
- هاجمت فرقة الخيالة "يومناري" (فيلق الصحراء) المنطقة الواقعة بين تل حويلفة وتل الشريعة.
- هاجمت الفرقة 74 (الفيلق العشرون) خط الدفاع جنوب تل الشريعة، ثم تل الشريعة من الشرق.
- هاجمت الفرقة الستون (الفيلق العشرون) المنطقة الواقعة بين تل الشريعة وتل أبو هريرة، ثم تل الشريعة من الغرب.
- هاجمت الفرقة العاشرة (الفيلق العشرون) خط الدفاع جنوب تل أبو هريرة، ثم هاجمت التل نفسه فيما بعد.

استمر القتال على طول الجبهة بأكملها في 7 نوفمبر/تشرين الثاني أيضًا.

استمرت معارك الفرقة 53 وفيلق الإبل الإمبراطوري في تل حويلفة حتى ساعات المساء من يوم 7 نوفمبر عندما بدأ الأتراك بالانسحاب من التل.

## نتائج المعركة
أدت الإستراتيجية البريطانية في الهجوم على طول خط الجبهة بأكمله إلى النجاح في اختراق الجبهة بين تل حويلفة وتل الشريعة وتل أبو هريرة. أدّى هذا الانتصار إلى انسحاب الأتراك من تحصيناتهم في غزة، وأتاح للقوات البريطانية التّقدُّم إلى الشمال الغربي. أُرسِلَتْ الفرقة 53، التي استولت على تل حويلفة، باتجاه منطقة الظاهرية، وشكَّلت في وقتٍ لاحق من الحملة الجناح الأيمن في المعركة للاستيلاء على القدس. كانت حصيلة المعركة التي استمرت 6 أيام سقوط مئات القتلى من الطرفين. بالإضافة إلى ذلك، أوضحت هذه المعركة مدى تأثير شُحّ الإمدادات المنتظمة من المياه على كفاءة الجنود في القتال.

## من ضحايا المعركة

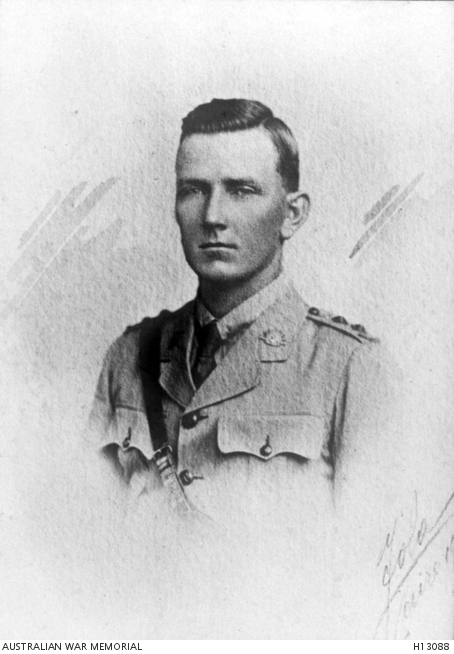
رائد أسترالي من سلاح الرشاشات سقط في معركة تل الخويلف.
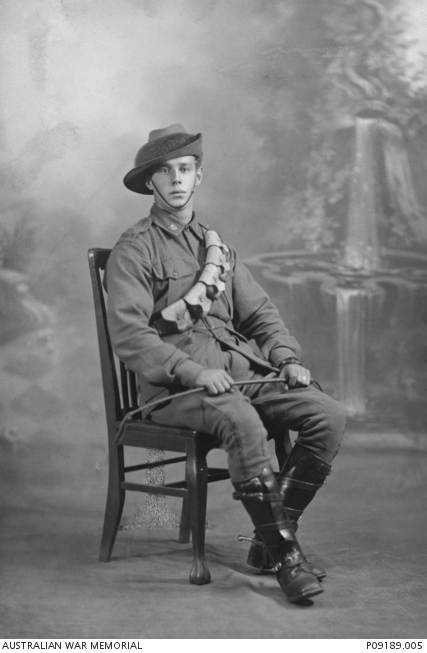
الجندي كليفتون هنري جيمس هود. جندي أسترالي من فوج الخيالة السادس. قُتل في 5 تشرين الثاني (نوفمبر) 1917 في معركة تل الخويلف.
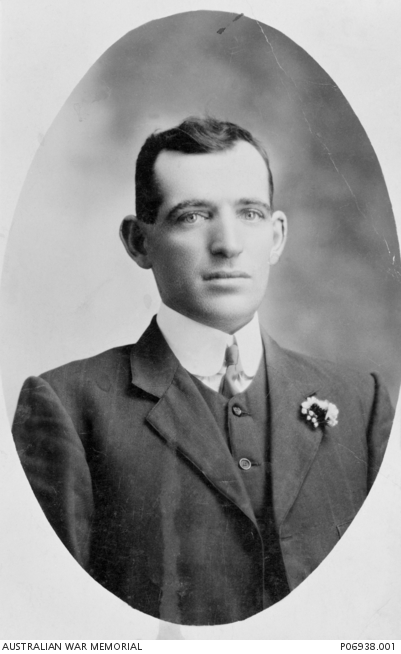
الفارس أوزبورن ويليام جونستون من فوج الخيالة الأسترالي الأول. قُتل في معركة تل الخويلف في 3 تشرين الثاني (نوفمبر) 1917.
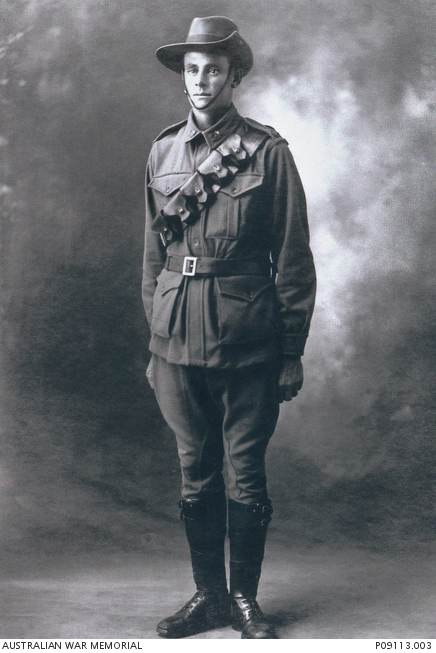
العريف سيدني إليس كلير جونسون من فوج الخيالة الأسترالي الأول. قُتل في معركة تل الخويلف في 3 تشرين الثاني (نوفمبر) 1917.
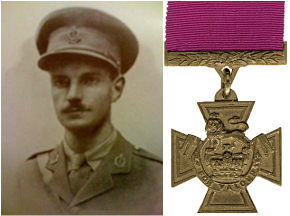
الكابتن جون فوكس راسل. الهيئة الطبية البريطانية. قُتل في معركة تل الحويلف في 6 تشرين الثاني (نوفمبر) 1917. ولبطولته في هذه المعركة في علاج الجرحى وإنقاذهم، مُنِح وسام صليب فيكتوريا.

## آثار المعركة
في الجزء العلوي من التل يُمكن اليوم رؤية شبكة الخنادق المتصلة التي تحيط بمعظم أطراف التلّ. من المرجّح أنّ هذه الخنادق حفرها الأتراك الذين دافعوا عن التل. تتضمن الخنادق عناصر أكثر حداثة تشير إلى استخدام الخنادق في الفترة التي سبقت حرب الأيام الستة (في ذلك الوقت مر الخط الأخضر شرق التل). أجريت حفريات أثرية في التل، وعُثِرَ خلالها على مكتشفات تعود إلى فترة الحرب العالمية الأولى.

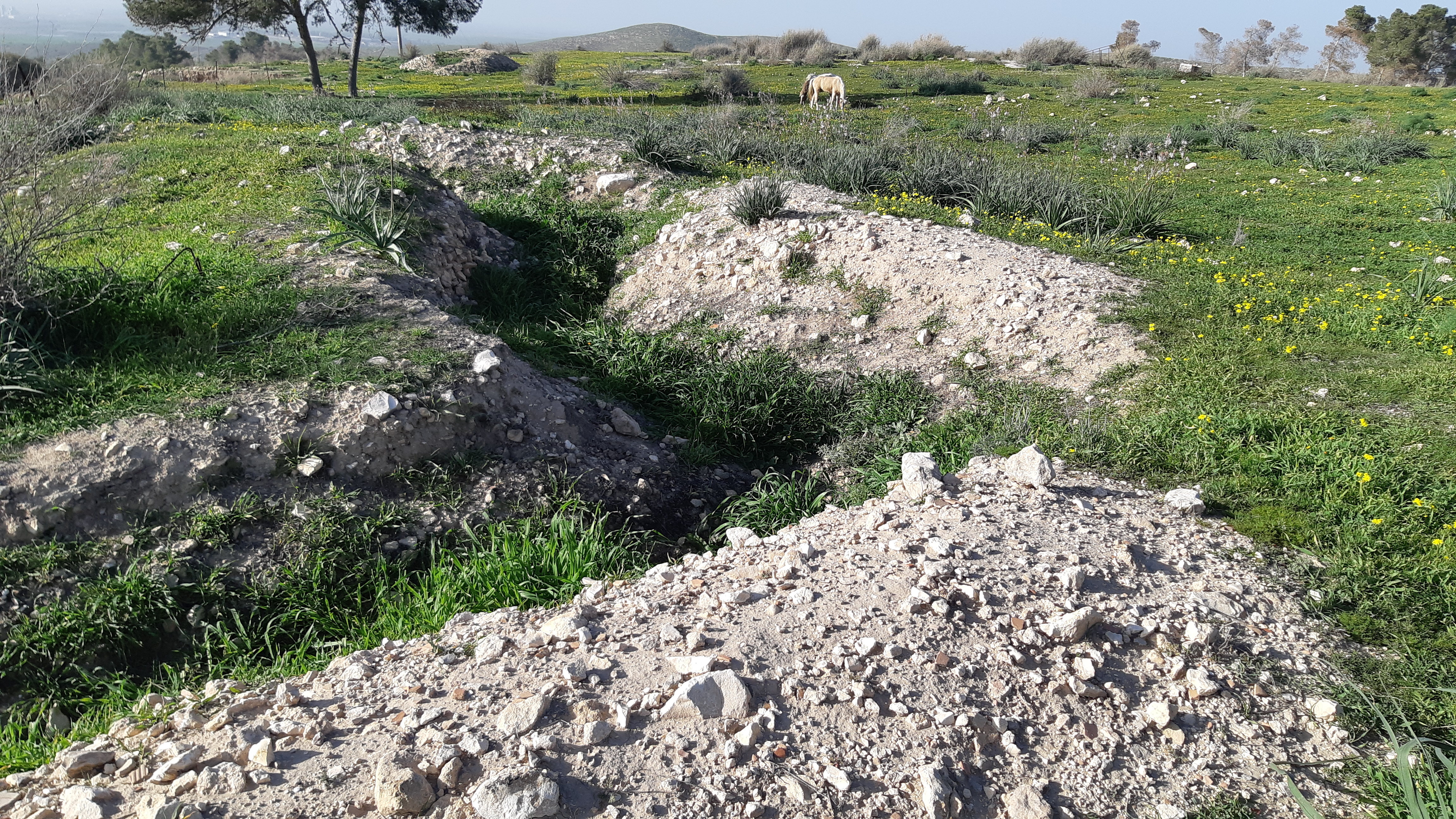
بقايا أحد الخنادق في أعلى التلة
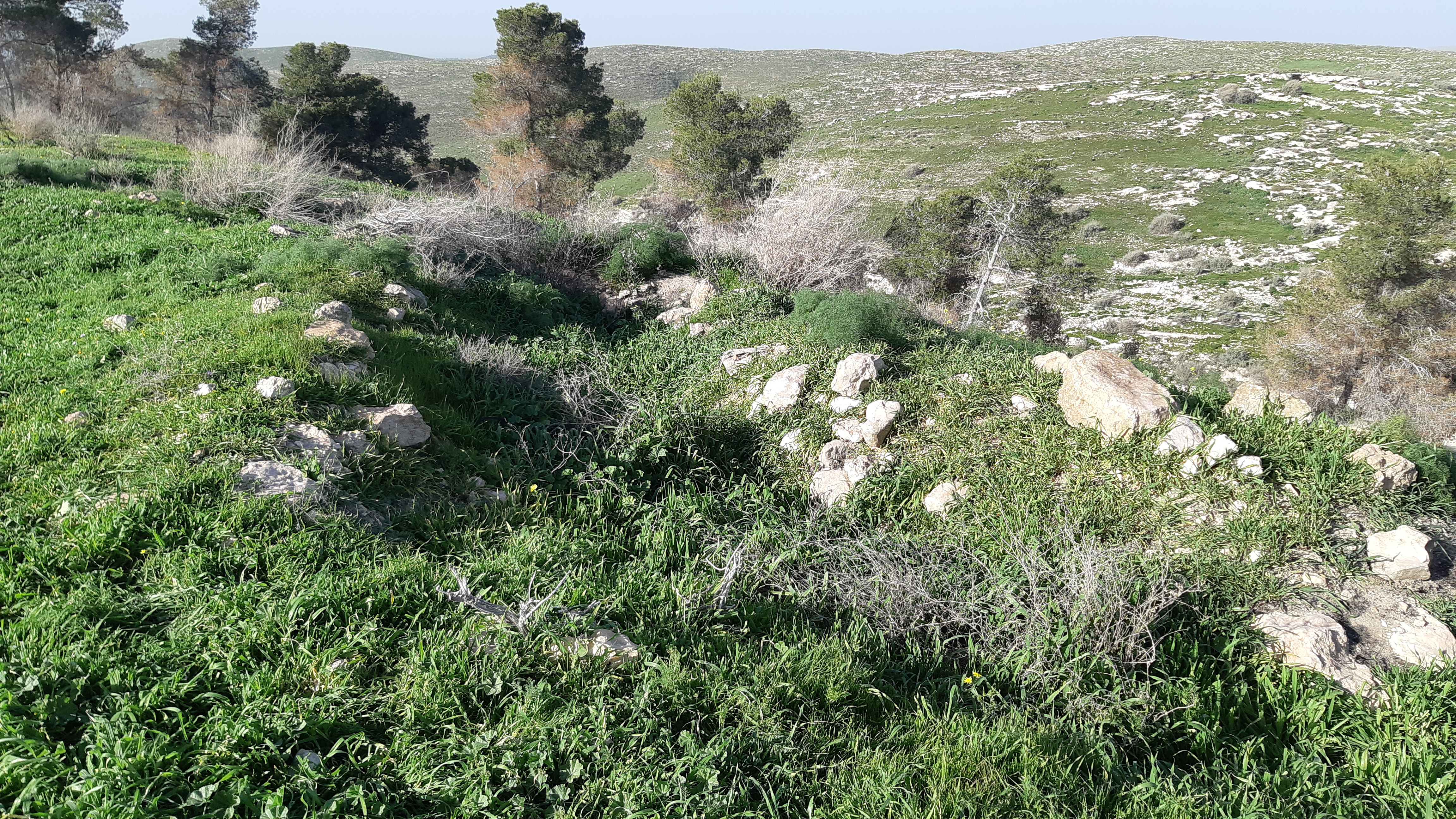
بقايا أحد الخنادق في أعلى التلة
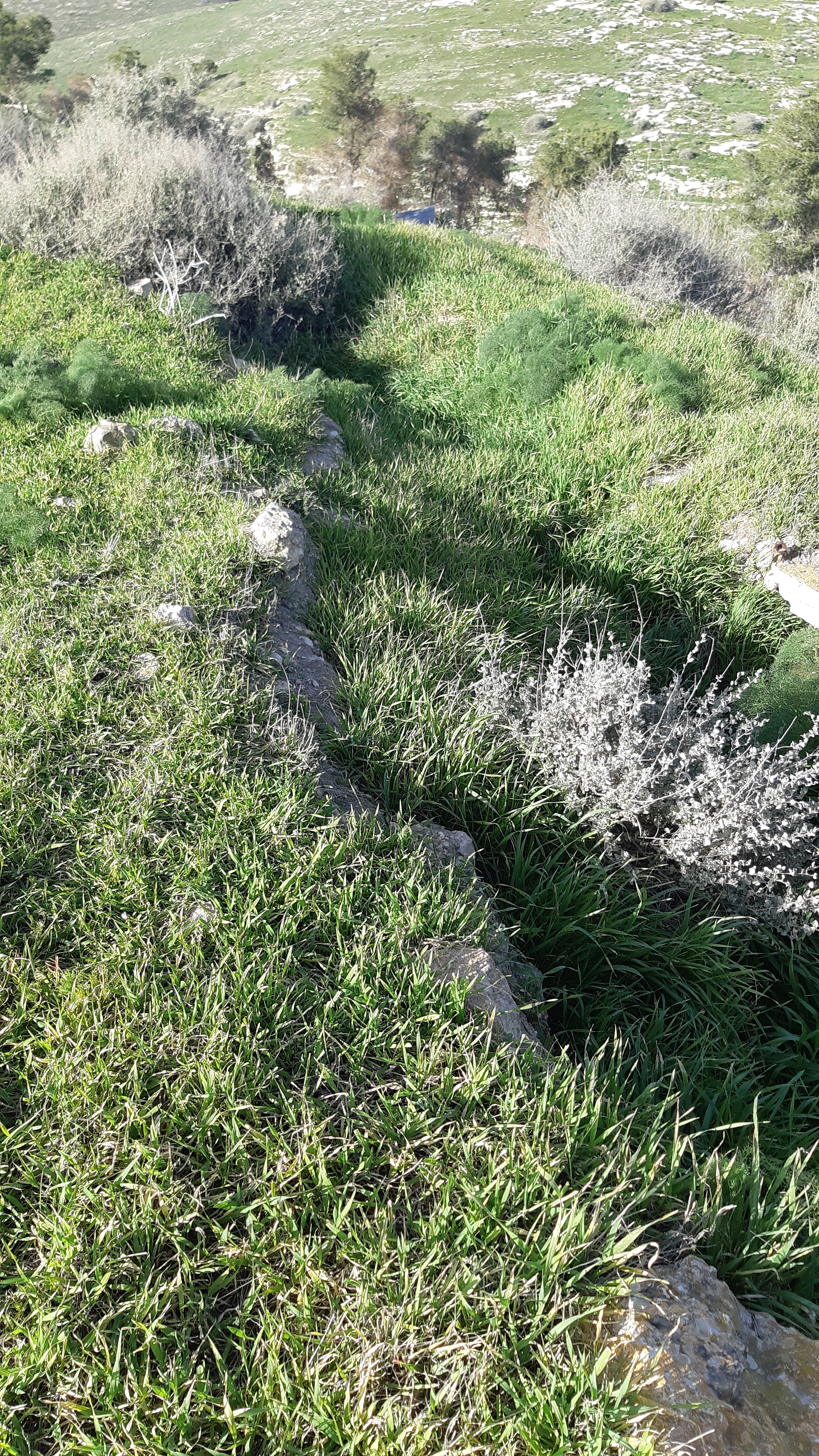
بقايا أحد الخنادق في أعلى التلة